# Marcel Mansat
Marcel Mansat (* 7. Dezember 1924 in Lavaveix-les-Mines, Creuse; † 30. September 1996 in Puteaux, Hauts-de-Seine) war ein französischer Fußballspieler.

## Karriere
Mansat begann das Fußballspielen bei einem Verein aus Puteaux nahe der französischen Hauptstadt Paris; von dort aus wechselte er 1945 in den bezahlten Fußball zum Erstligisten Stade Rennes. Für Rennes debütierte der Mittelfeldspieler, der auch in der Verteidigung eingesetzt wurde, am 26. August 1945 bei einem 2:0-Erfolg gegen den FC Rouen in der höchsten französischen Spielklasse und kam fortan zu regelmäßigen Einsätzen. Darüber hinaus schaffte er den Sprung in die französische B-Nationalauswahl, auch wenn ihm der Sprung in die A-Mannschaft verwehrt blieb.
Mansat wechselte nie den Verein und hielt Rennes die Treue, bis er sich nach dem Abstieg im Jahr 1953 für einen Rückzug aus dem Profifußball entschied; der damals 28-Jährige hatte zuvor 169 Erstligapartien bestritten und sieben Tore erzielt. Anschließend setzte er seine Laufbahn beim Amateurverein Arsenal Sports aus Rennes fort.